# Nadym (fiume)
Il Nadym (in russo Надым?) è un fiume della Russia siberiana nordoccidentale. Scorre nel rajon Nadymskij del Circondario autonomo Jamalo-Nenec, sfocia nel golfo dell'Ob' ed è quindi tributario del mare di Kara.

## Geografia
Nasce dal versante settentrionale dei modestissimi rilievi chiamati Uvali Siberiani, ai confini fra i circondari autonomi della Jamalia e della Chantia-Mansia, emissario del lago Numto; scorre nella parte settentrionale del grande bassopiano della Siberia occidentale, dapprima con direzione nord-orientale, compiendo successivamente (a circa metà del percorso) un'ampia svolta di 90° prendendo direzione nord-occidentale.
Sfocia lungo la costa sud-orientale del golfo dell'Ob'. Il principale affluente del Nadym è la Levaja Chetta, che confluisce dalla sinistra idrografica; altri tributari di qualche rilievo sono Chejgijacha e Jarudej dalla sinistra; Tatljachajacha, Simiëgan, Tanlova, Pravaja Chetta, Bol'šoj Jarudej dalla destra.
Il fiume ha una lunghezza di 545 km e un bacino 64 000km².
Il principale centro urbano toccato dal fiume è la città omonima, a valle della quale il fiume diventa navigabile. Il Nadym è gelato, mediamente, da ottobre a fine maggio.